# 桑原村 (長野県)
桑原村（くわばらむら）は長野県更級郡にあった村。現在の千曲市大字桑原にあたる。

## 地理
- 山：小坂山、篠山、高雄山

## 歴史
- 1889年（明治22年）4月1日 - 町村制の施行により、更級郡桑原村が単独で自治体を形成。
- 1955年（昭和30年）4月1日 - 稲荷山町と新設合併して稲荷山桑原町が発足。同日桑原村廃止。

## 交通

### 鉄道路線
日本国有鉄道（国鉄）篠ノ井線が村内を通過したが、駅は設置されていなかった。

### 道路
現在は旧村域を長野自動車道が通過するが、当時は未開通。